# Be the One
Be the One ist ein Lied der britisch-albanischen Sängerin Dua Lipa, das am 30. Oktober 2015 als Single über Warner Bros. Records veröffentlicht wurde. Es ist ihre zweite Single und wurde auch in ihr Debütalbum Dua Lipa aufgenommen, das am 2. Juni 2017 erschien.
Geschrieben beziehungsweise komponiert wurde das Lied von Nicholas Gale (Digital Farm Animals), Jack Tarrant und Lucy Taylor. Es handelt sich um den einzigen Titel auf Dua Lipas Debütalbum, an dem sie selbst nicht mitgeschrieben hat. Digital Farm Animals war für die Produktion des Stücks verantwortlich.

## Inhalt
Dua Lipa bittet in diesem Titel ihren Geliebten, ihr eine zweite Chance zu geben: Musikalisch bewegt sich das Lied im Bereich des Contemporary R&B und des Synthiepop.

„Oh Baby, komm schon, lass mich dich kennenlernen

Nur noch eine Chance, damit ich dir zeigen kann

Dass ich dich nicht im Stich lassen werde

Nein, ich werde dich nicht im Stich lassen

Denn ich könnte ‚die Eine‘ sein“

## Kommerzieller Erfolg

### Chartplatzierungen
| ChartsChartplatzierungen     | Höchstplatzierung | Wochen |
| ---------------------------- | ----------------- | ------ |
| Deutschland (GfK)            | 11 (28 Wo.)       | 28     |
| Österreich (Ö3)              | 6 (36 Wo.)        | 36     |
| Schweiz (IFPI)               | 11 (23 Wo.)       | 23     |
| Vereinigtes Königreich (OCC) | 9 (25 Wo.)        | 25     |

| ChartsJahrescharts (2016) | Platzierung |
| ------------------------- | ----------- |
| Deutschland (GfK)         | 72          |
| Österreich (Ö3)           | 55          |
| Schweiz (IFPI)            | 51          |

| ChartsJahrescharts (2017)    | Platzierung |
| ---------------------------- | ----------- |
| Vereinigtes Königreich (OCC) | 50          |

### Auszeichnungen für Musikverkäufe
| Land/Region                  | Auszeichnungen für Musikverkäufe (Land/Region, Auszeichnung, Verkäufe) | Verkäufe  |
| ---------------------------- | ---------------------------------------------------------------------- | --------- |
| Australien (ARIA)            | 2× Platin                                                              | 140.000   |
| Belgien (BRMA)               | Platin                                                                 | 30.000    |
| Dänemark (IFPI)              | Gold                                                                   | 45.000    |
| Deutschland (BVMI)           | Platin                                                                 | 400.000   |
| Irland (IRMA)                | 2× Platin                                                              | 30.000    |
| Italien (FIMI)               | 2× Platin                                                              | 100.000   |
| Kanada (MC)                  | Platin                                                                 | 80.000    |
| Neuseeland (RMNZ)            | 3× Platin                                                              | 90.000    |
| Niederlande (NVPI)           | 2× Platin                                                              | 80.000    |
| Polen (ZPAV)                 | Diamant                                                                | 250.000   |
| Portugal (AFP)               | Platin                                                                 | 10.000    |
| Schweden (IFPI)              | Gold                                                                   | 20.000    |
| Spanien (Promusicae)         | Platin                                                                 | 60.000    |
| Vereinigte Staaten (RIAA)    | Gold                                                                   | 500.000   |
| Vereinigtes Königreich (BPI) | 2× Platin                                                              | 1.300.000 |
| Insgesamt                    | 3× Gold · 18× Platin · 1× Diamant ·                                    | 3.135.000 |

Hauptartikel: Dua Lipa/Auszeichnungen für Musikverkäufe